# Сисиньо
 За други личности с това име вижте Сисиньо (пояснение).  
Сѝсеро Жоа̀о де Сѐзаре (на португалски: Cicero João de Cezare, на португалски се произнася най-близко до Сѝсеру Жуа̀у джи Сѐзари, на италиански: де Чезаре), известен повече като Сисиньо (Cicinho), е бразилски футболист от италиански произход, десен защитник. Роден е в град Прадополиш, щата Сао Пауло, Бразилия, на 24 юни 1980 г.

## Клубни отбори
Футболист на Ботафого (Рибейрао Прето) от 1999 г., където играе два сезона. Продаден е на Атлетико Минейро и изиграва 17 мача през 2001 г. за новия си отбор, отбелязвайки 1 гол. Преминава в Ботафого (Рио де Жанейро) през 2002 г. за кратко време и след това играе нови два сезона за отбора на „Атлетико Минейро“ (2002, 2003 г.). От сезон 2004 г. е играч на Сао Пауло и за два сезона (2004, 2005) изиграва 69 мача и вкарва 12 гола. Печели Копа Либертадорес през 2005 г., както и първенството на щата Сао Пауло през същата година. От декември 2005 г. е играч на испанския гранд Реал Мадрид след като е закупен за 4 милиона евро. На 17 юни 2007 г. става шампион на Испания с Реал Мадрид. В началото на 2007 г. е продаден на Рома за 6 милиона евро. През 2010 се завръща в Сао Пауло, под наем.

## Национален отбор
Дебютира за националния отбор на 27 април 2005 г. срещу Гватемала. През 2005 г. печели Купата на конфедерациите с националния отбор, като е извикан от старши треньора Карлош Алберто Парейра, за да замени Кафу. На 12 ноември 2005 г. записва първия си гол за кариоките в приятелски мач срещу Обединените арабски емирства, завършил с краен резултат 8:0 в полза на Бразилия. Към 17 април 2006 г. има 10 мача за националния отбор.